# Горбунов, Юрий Аркадьевич
Юрий Аркадьевич Горбунов (22 сентября 1931, Свердловск — 8 января 2007, Екатеринбург) — советский хоккеист, нападающий. Мастер спорта СССР. Заслуженный тренер России. Судья республиканской категории.

## Биография
Выступал за свердловские команды ОДО (1952/53 — 1953/54), «Спартак» (1954/55 — 1960/61), «Спартак-2» (1961/62). В чемпионате СССР провёл пять сезонов (1955/56 — 1957/58, 1959/60 — 1960/61).
Работал тренером в юношеской команде «Автомобилист» Свердловск (чемпион СССР-1968), командах «Автомобилист» Свердловск (1970/71 — 1971/72), СКА Свердловск (1983/84 — 1989/90), «Металлург» Серов (1992/93), «Автомобилист-2» / СКА-«Автомобилист»-2 (СКА-«Авто»-2) / СКА (Екатеринбург) (1993/94 — 1996/97). Старший тренер «Дизеля» (1971/72, с января).
Тренер в екатеринбургских СДЮШОР «Юность» и «Спартаковец».
Скончался 8 января 2007 года. Похоронен на Широкореченском кладбище.
В Екатеринбурге на доме по адресу улица Бажова, 89 установлена мемориальная доска.